# Portugal op de Olympische Spelen
Portugal is een van de landen die deelneemt aan de Olympische Spelen. Portugal debuteerde op de Zomerspelen van 1912, sindsdien nam het aan alle edities deel. Veertig jaar later, in 1952, kwam het voor het eerst uit op de Winterspelen.
Parijs 2024 was voor Portugal de 26e deelname aan de Zomerspelen, in 2022 werd voor de negende keer deelgenomen aan de Winterspelen.

## Medailles en deelnames
Er werden 28 medailles gewonnen, alle op de Zomerspelen. Deze werden in negen olympische sporten behaald; atletiek (12), zeilen (4), judo (3), paardensport (3), kanovaren (2), schermen, schietsport, triatlon en de wielersport.
De eerste medaille werd in 1924 behaald in de paardensport door het springconcours team, zij wonnen de bronzen medaille. De eerste gouden medaille werd 60 jaar later, in 1984, veroverd in de atletiek door de atleet Carlos Lopes op de marathon. Vijf personen zijn meervoudige medaillewinnaars. Zowel Luís Mena e Silva (OS 1936, OS 1948) in de paardensport, Carlos Lopes (1976, 1984), Rosa Mota (1984, 1988) en Fernanda Ribeiro (1996, 2000) in de atletiek en Fernando Pimenta (OS 2012, OS 2020) wonnen twee medailles.

### Overzicht
De tabel geeft een overzicht van de jaren waarin werd deelgenomen, het aantal gewonnen medailles en de eventuele plaats in het medailleklassement.
| Zomerspelen | Zomerspelen | Zomerspelen | Zomerspelen | Zomerspelen | Zomerspelen |        | Winterspelen | Winterspelen | Winterspelen | Winterspelen | Winterspelen | Winterspelen |
| Jaar        | Goud        | Zilver      | Brons       | Totaal      | Rang        | Jaar   | Goud         | Zilver       | Brons        | Totaal       | Rang         |              |
| 1912        | 0           | 0           | 0           | 0           | -           |        |              |              |              |              |              |              |
| 1920        | 0           | 0           | 0           | 0           | -           |        |              |              |              |              |              |              |
| 1924        | 0           | 0           | 1           | 1           | 23          | 1924   | -            | -            | -            | -            | -            |              |
| 1928        | 0           | 0           | 1           | 1           | 32          | 1928   | -            | -            | -            | -            | -            |              |
| 1932        | 0           | 0           | 0           | 0           | -           | 1932   | -            | -            | -            | -            | -            |              |
| 1936        | 0           | 0           | 1           | 1           | 30          | 1936   | -            | -            | -            | -            | -            |              |
| 1948        | 0           | 1           | 1           | 2           | 26          | 1948   | -            | -            | -            | -            | -            |              |
| 1952        | 0           | 0           | 1           | 1           | 40          | 1952   | 0            | 0            | 0            | 0            | -            |              |
| 1956        | 0           | 0           | 0           | 0           | -           | 1956   | -            | -            | -            | -            | -            |              |
| 1960        | 0           | 1           | 0           | 1           | 32          | 1960   | -            | -            | -            | -            | -            |              |
| 1964        | 0           | 0           | 0           | 0           | -           | 1964   | -            | -            | -            | -            | -            |              |
| 1968        | 0           | 0           | 0           | 0           | -           | 1968   | -            | -            | -            | -            | -            |              |
| 1972        | 0           | 0           | 0           | 0           | -           | 1972   | -            | -            | -            | -            | -            |              |
| 1976        | 0           | 2           | 0           | 2           | 30          | 1976   | -            | -            | -            | -            | -            |              |
| 1980        | 0           | 0           | 0           | 0           | -           | 1980   | -            | -            | -            | -            | -            |              |
| 1984        | 1           | 0           | 2           | 3           | 23          | 1984   | -            | -            | -            | -            | -            |              |
| 1988        | 1           | 0           | 0           | 1           | 29          | 1988   | 0            | 0            | 0            | 0            | -            |              |
| 1992        | 0           | 0           | 0           | 0           | -           | 1992   | -            | -            | -            | -            | -            |              |
| 1996        | 1           | 0           | 1           | 2           | 47          | 1994   | 0            | 0            | 0            | 0            | -            |              |
| 2000        | 0           | 0           | 2           | 2           | 69          | 1998   | 0            | 0            | 0            | 0            | -            |              |
| 2004        | 0           | 2           | 1           | 3           | 60          | 2002   | -            | -            | -            | -            | -            |              |
| 2008        | 1           | 1           | 0           | 2           | 47          | 2006   | 0            | 0            | 0            | 0            | -            |              |
| 2012        | 0           | 1           | 0           | 1           | 69          | 2010   | 0            | 0            | 0            | 0            | -            |              |
| 2016        | 0           | 0           | 1           | 1           | 78          | 2014   | 0            | 0            | 0            | 0            | -            |              |
| 2020        | 1           | 1           | 2           | 4           | 56          | 2018   | 0            | 0            | 0            | 0            | -            |              |
| 2024        | 1           | 2           | 1           | 4           | 50          | 2022   | 0            | 0            | 0            | 0            | -            |              |
| Totaal      | 6           | 11          | 15          | 32          |             | Totaal | 0            | 0            | 0            | 0            |              |              |
| Tot. Z+W    | 6           | 11          | 15          | 32          |             |        |              |              |              |              |              |              |

### Per deelnemer
| Editie | Sport        | Olympiër                                                                                           | Onderdeel                      | Medaille |
| ------ | ------------ | -------------------------------------------------------------------------------------------------- | ------------------------------ | -------- |
| 1924   | Paardensport | António Borges Luís Cardoso de Menezes José Mouzinho Hélder de Souza                               | springconcours, team (m)       | Brons    |
| 1928   | Schermen     | Paulo d'Eça Leal Mário de Noronha Jorge Paiva Frederico Paredes João Sassetti Henrique da Silveira | degen, team (m)                | Brons    |
| 1936   | Paardensport | José Beltrão Luís Mena e Silva Domingos de Sousa                                                   | springconcours, team           | Brons    |
| 1948   | Paardensport | Luís Mena e Silva Fernando Paes Francisco Valadas Júnior                                           | dressuur, team                 | Brons    |
| 1948   | Zeilen       | Duarte de Almeide Bello Fernando Pinto Coelho Bello                                                | stormvogel klasse (open)       | Zilver   |
| 1952   | Zeilen       | Francisco de Andrade Joaquim Mascarenhas de Fiúza                                                  | star klasse (open)             | Brons    |
| 1960   | Zeilen       | Jose Quina Mario Quina                                                                             | star klasse (open)             | Zilver   |
| 1976   | Atletiek     | Carlos Lopes                                                                                       | 10.000 m (m)                   | Zilver   |
| 1976   | Schietsport  | Armando Silva Marques                                                                              | trap (m)                       | Zilver   |
| 1984   | Atletiek     | António Leitão                                                                                     | 5.000 m (m)                    | Brons    |
| 1984   | Atletiek     | Carlos Lopes                                                                                       | marathon (m)                   | Goud     |
| 1984   | Atletiek     | Rosa Mota                                                                                          | marathon (v)                   | Brons    |
| 1988   | Atletiek     | Rosa Mota                                                                                          | marathon (v)                   | Goud     |
| 1996   | Atletiek     | Fernanda Ribeiro                                                                                   | 10.000 m (v)                   | Goud     |
| 1996   | Zeilen       | Nuno Barreto Victor Rocha                                                                          | 470-klasse (m)                 | Brons    |
| 2000   | Atletiek     | Fernanda Ribeiro                                                                                   | 10.000 m (v)                   | Brons    |
| 2000   | Judo         | Nuno Delgado                                                                                       | halfmiddengewicht (-81 kg) (m) | Brons    |
| 2004   | Atletiek     | Francis Obikwelu                                                                                   | 100 m (m)                      | Zilver   |
| 2004   | Atletiek     | Rui Silva                                                                                          | 1500 m (m)                     | Brons    |
| 2004   | Wielersport  | Sérgio Paulinho                                                                                    | wegrace (m)                    | Zilver   |
| 2008   | Atletiek     | Nelson Evora                                                                                       | hink-stap-springen (m)         | Goud     |
| 2008   | Triatlon     | Vanessa Fernandes                                                                                  | vrouwen                        | Zilver   |
| 2012   | Kanovaren    | Fernando Pimenta Emanuel Silva                                                                     | K2 1000 m sprint (m)           | Zilver   |
| 2016   | Judo         | Telma Monteiro                                                                                     | lichtgewicht (-57 kg) (v)      | Brons    |
| 2020   | Atletiek     | Pedro Pablo Pichardo                                                                               | hink-stap-springen (m)         | Goud     |
| 2020   | Atletiek     | Patrícia Mamona                                                                                    | hink-stap-springen (v)         | Zilver   |
| 2020   | Judo         | Jorge Fonseca                                                                                      | halfzwaargewicht (-100 kg) (m) | Brons    |
| 2020   | Kanovaren    | Fernando Pimenta                                                                                   | K1 1000 m sprint (m)           | Brons    |

Afghanistan · Albanië · Algerije · Amerikaans-Samoa · Amerikaanse Maagdeneilanden · Andorra · Angola · Antigua en Barbuda · Argentinië · Armenië · Aruba · Australië · Azerbeidzjan · Bahama's · Bahrein · Bangladesh · Barbados · België · Belize · Benin · Bermuda · Bhutan · Bolivia · Bosnië en Herzegovina · Botswana · Brazilië · Britse Maagdeneilanden · Brunei · Bulgarije · Burkina Faso · Burundi · Cambodja · Canada · Centraal-Afrikaanse Republiek · Chili · China · Chinees Taipei · Colombia · Comoren · Congo-Brazzaville · Congo-Kinshasa · Cookeilanden · Costa Rica · Cuba · Cyprus · Denemarken · Djibouti · Dominica · Dominicaanse Republiek · Duitsland · Ecuador · Egypte · El Salvador · Equatoriaal-Guinea · Eritrea · Estland · Ethiopië · Fiji · Filipijnen · Finland · Frankrijk · Gabon · Gambia · Georgië · Ghana · Grenada · Griekenland · Groot-Brittannië · Guam · Guatemala · Guinee · Guinee-Bissau · Guyana · Haïti · Honduras · Hongarije · Hongkong · Ierland · IJsland · India · Indonesië · Irak · Iran · Israël · Italië · Ivoorkust · Jamaica · Japan · Jemen · Jordanië · Kaaimaneilanden · Kaapverdië · Kameroen · Kazachstan · Kenia · Kirgizië · Kiribati · Koeweit · Kosovo · Kroatië · Laos · Lesotho · Letland · Libanon · Liberia · Libië · Liechtenstein · Litouwen · Luxemburg · Madagaskar · Malawi · Malediven · Maleisië · Mali · Malta · Marokko · Marshalleilanden · Mauritanië · Mauritius · Mexico · Micronesië · Moldavië · Monaco · Mongolië · Montenegro · Mozambique · Myanmar · Namibië · Nauru · Nederland · Nepal · Nicaragua · Nieuw-Zeeland · Niger · Nigeria · Noord-Korea · Noord-Macedonië · Noorwegen · Oeganda · Oekraïne · Oezbekistan · Oman · Oost-Timor · Oostenrijk · Pakistan · Palau · Palestina · Panama · Papoea-Nieuw-Guinea · Paraguay · Peru · Polen · Portugal · Puerto Rico · Qatar · Roemenië · Rusland · Rwanda · Saint Kitts en Nevis · Saint Lucia · Saint Vincent en de Grenadines · Salomonseilanden · Samoa · San Marino · Saoedi-Arabië · Sao Tomé en Principe · Senegal · Servië · Seychellen · Sierra Leone · Singapore · Slovenië · Slowakije · Somalië · Spanje · Sri Lanka · Soedan · Suriname · Swaziland · Syrië · Tadzjikistan · Tanzania · Thailand · Togo · Tonga · Trinidad en Tobago · Tsjaad · Tsjechië · Tunesië · Turkije · Turkmenistan · Tuvalu · Uruguay · Vanuatu · Venezuela · Verenigde Arabische Emiraten · Verenigde Staten · Vietnam · Wit-Rusland · Zambia · Zimbabwe · Zuid-Afrika · Zuid-Korea · Zuid-Soedan · Zweden · Zwitserland
Historische landen: Bohemen · Bondsrepubliek Duitsland · Brits-Indië · Duitse Democratische Republiek · Joegoslavië · Malaya · Nederlandse Antillen · Noord-Borneo · Noord-Jemen · Saarland · Servië en Montenegro · Sovjet-Unie · Tsjecho-Slowakije · West-Indische Federatie · Zuid-Jemen
Bijzondere deelnames: Onafhankelijke olympische atleten · Vluchtelingenteam 
 Australazië · Duits Eenheidsteam · Gemengd team · Gezamenlijk Team